# Aquilegia vulgaris
Aquilegia vulgaris es una especie de plantas del género Aquilegia, familia Ranunculaceae, nativa de las zonas templadas de Europa y Asia. El nombre común usual es aguileña, aguileña común, aunque en Perú (donde se cultiva como ornamental) se la denomina aguileño.

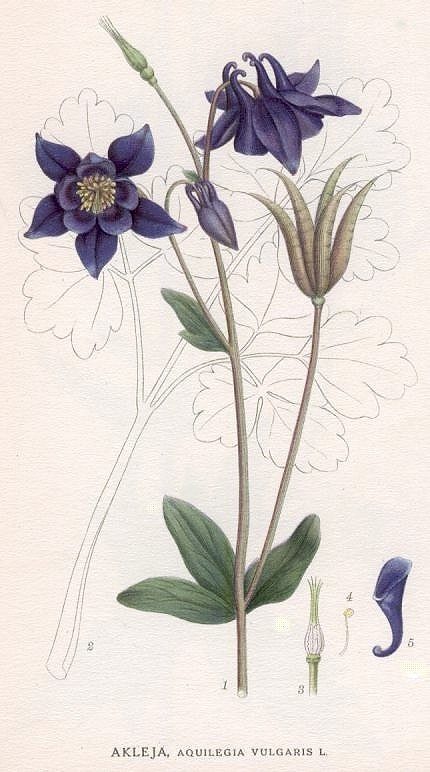
Ilustración

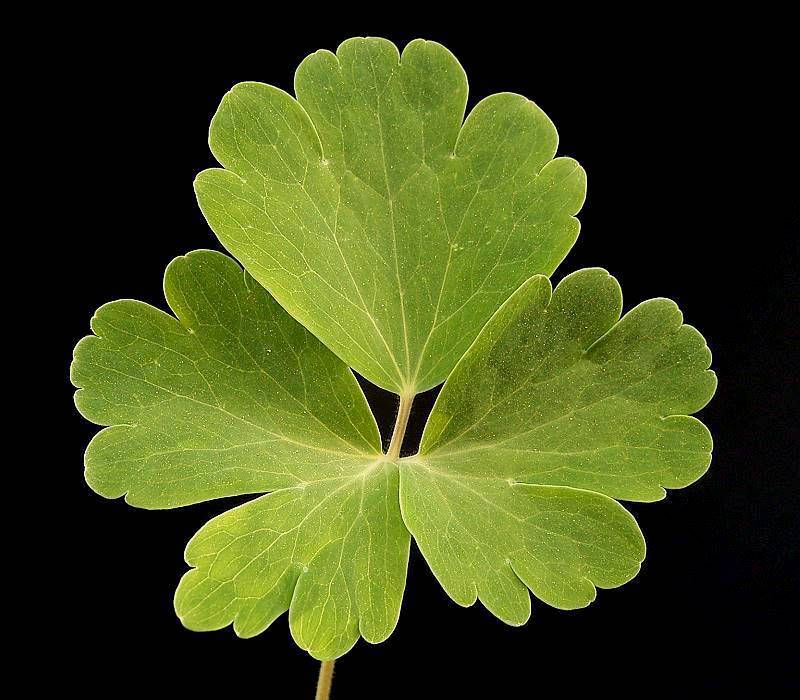
Detalle de la hoja

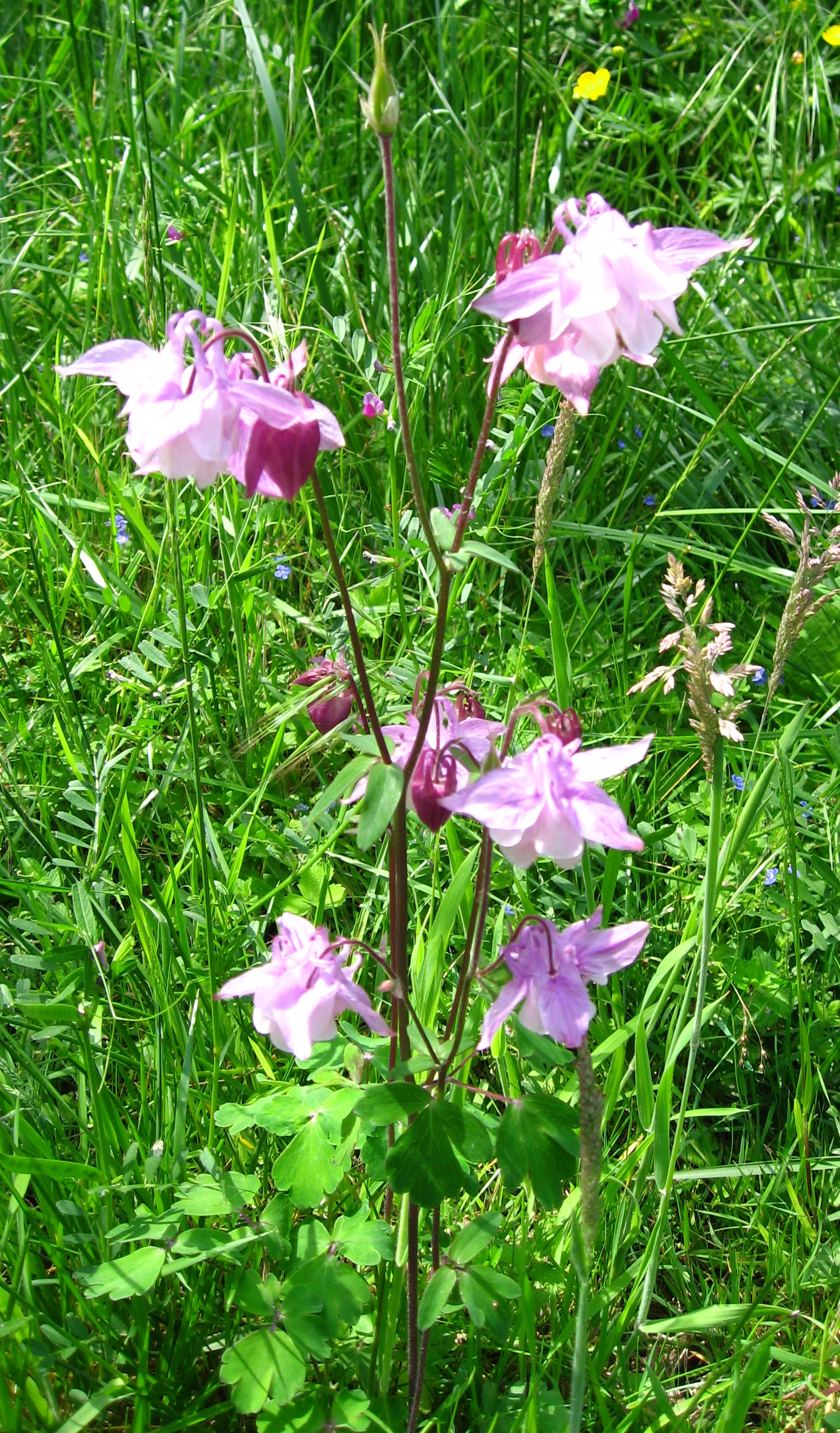
En su hábitat

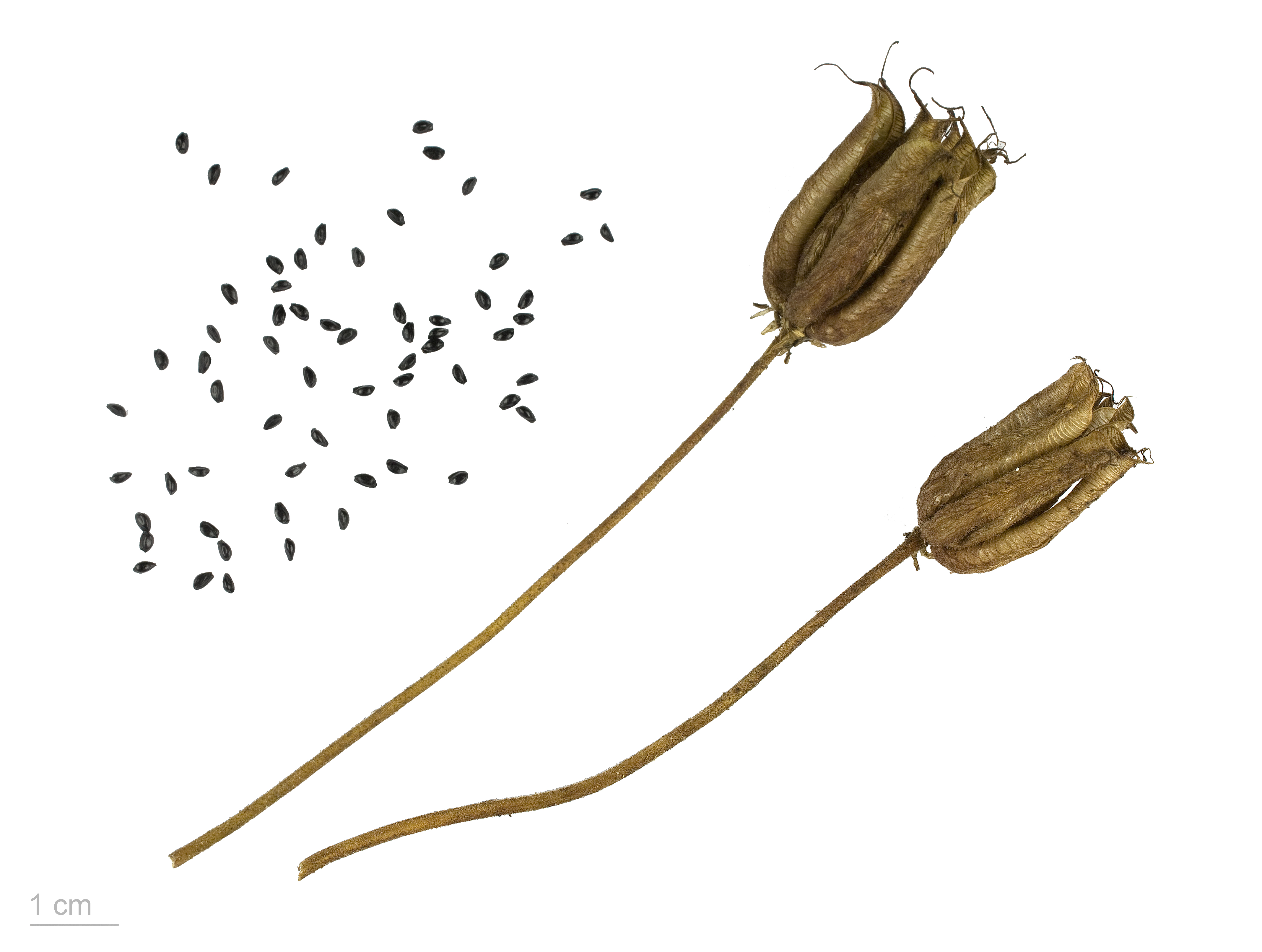
Aquilegia vulgaris

## Descripción
Es una planta herbácea perenne que alcanza 1,2 m de altura,  tallos delgados y vellosos y hojas de color verde oscuro, las basales grandes y pecioladas, disminuyendo su tamaño a lo largo del tallo, las superiores son trilobuladas. Tallo floral erecto de 3-6 cm con varias flores que surgen agrupadas de color azul violeta, a veces blancas que caen flácidamente.[cita requerida]

## Historia
De aquelegus, que toma agua, o de aquila, por el aspecto de las flores. Antiguamente las semillas se emplearon para hacer perfumes afrodisíacos y se dice que las cortesanas las masticaban para ejercer mejor su oficio, las vestales romanas (vírgenes consagradas) tenían prohibido el contacto con esta planta.[cita requerida] Fue cultivada en los jardines medievales.La casa de Guisa, en la Francia renacentista, hizo de esta flor su escudo de armas.Los contrabandistas navarros la usaban como amuleto cuando iban a cruzar la frontera.[cita requerida]

## Toxicidad
Aquilegia vulgaris es una planta tóxica. Contiene aquilegina, un glucósido que libera cianuro de hidrógeno al hidrolizarse en el tubo digestivo, por la acción de un enzima llamado β-glucosidasa.[cita requerida]
El envenenamiento produce síntomas tempranos similares al envenenamiento por acónito, hormigueo en la boca y en la piel, seguidos de agitación, pulso débil, descoordinación, convulsiones y muerte. Aunque su toxina no es tan potente como la aconitina, si no se actúa, la muerte sobreviene por parálisis cardiaca o respiratoria. El tratamiento es hospitalario, hay que provocar el vómito tan pronto como se sospeche intoxicación y pedir atención médica urgentemente.[cita requerida]
Las semillas, molidas y maceradas en aceite de oliva, se ponen en la cabeza para repeler los piojos.[cita requerida]

## Taxonomía
Aquilegia vulgaris fue descrita por Carlos Linneo y publicado en Species Plantarum 1: 533. 1753.

La A. vulgaris:

- descrita por Richards. en el 1823 en Bot. App., ed. 2: 21. es Aquilegia brevistyla de Hook.[11]
- descrita por Thunb. en el 1784 en Fl. Jap. (Thunberg) 232. 1784 es Aquilegia flabellata de Siebold & Zucc.[12]

Etimología
Ver: Aquilegia
vulgaris: epíteto latino que significa "común, vulgar".
Sinonimia
NOTA: Los nombres que presentan enlaces son sinónimos en otras especies: 
- Aquilegia alba Huftelen
- Aquilegia aggericola Jord.
- Aquilegia arbascensis Timb.-Lagr.
- Aquilegia collina Jord.
- Aquilegia cornuta Gilib.
- Aquilegia cyclophylla
- Aquilegia glaucophylla Steud.
- Aquilegia longisepala Zimmeter
- Aquilegia mollis Jeanb. & Timb.-Lagr.
- Aquilegia nemoralis Jord.
- Aquilegia platysepala Rchb.
- Aquilegia praecox Jord.
- Aquilegia ruscinonensis Jeanb. & Timb.-Lagr.
- Aquilegia silvestris Neck.
- Aquilegia speciosa
- Aquilegia versicolor Salisb.

## Nombres vernáculos
- Castellano: aguileña, aquileña, aquilegia, aquilera, aquileya, campanillas, capa de rey, clérigos, clérigos boca abajo, escuernacabras, farolillos, farolillos de San Antonio, flor de los celos, flor virginal, frailes boca abajo, guante de dama, guantes de la Virgen, guileña, guileñas, hierba de pitos, manto real, pajarilla, pajarillas, pajarillas bobas, pajaritos, palomilla, palominera, pelícanos, pelecano, peliancos, pelicanos, soldados.[15]